# Дуа
Дуа (от араб. دُعَاءْ‎) в исламе — личная мольба мусульманина на родном языке, обращение к Аллаху. Одна из разновидностей поклонения. 

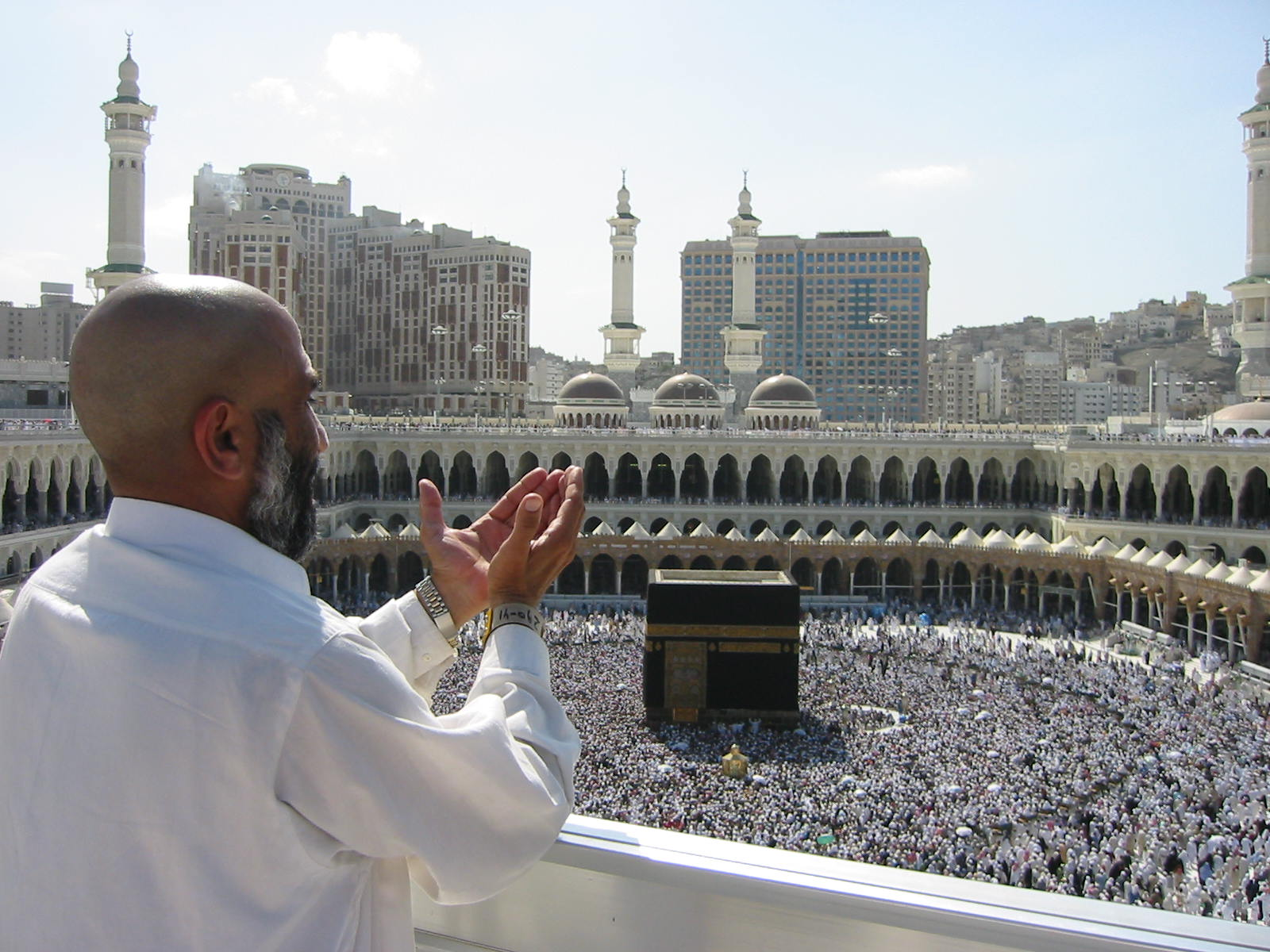
Паломник читает дуа перед Каабой

## Значение
В Коране сказано: «Ваш Господь сказал: Взывайте ко Мне, и Я отвечу вам». В связи с этим в Сунне пророка Мухаммада есть много примеров того, как и в каких случаях желательно обращаться к Аллаху, чтобы заслужить его милость, благословение и защиту.
Обращаясь к Аллаху с мольбой, мусульманин может просить у него помощи в каком-то деле или о том, чтобы Он отвёл какую-то беду. Также он может высказывать во время мольбы любовь к своему Создателю.

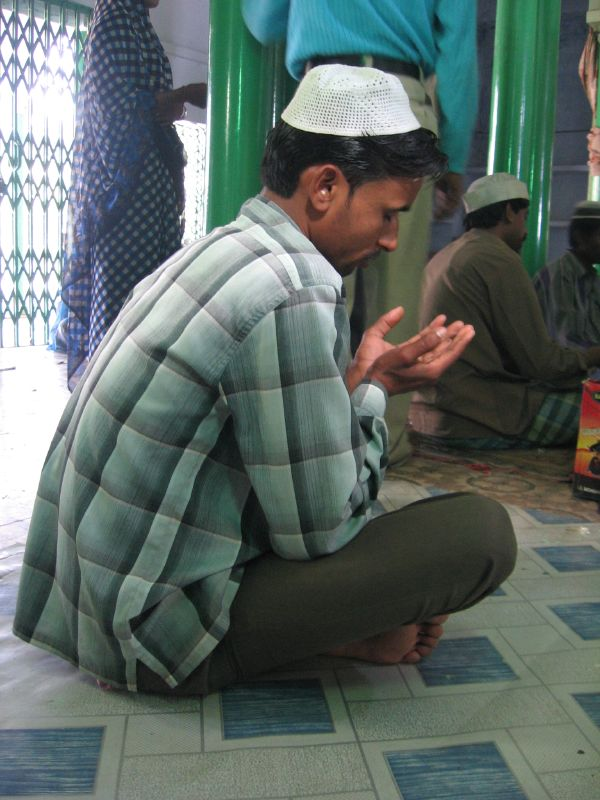
Индийский мусульманин читает дуа

Для того чтобы дуа была принята, человек должен направить её исключительно к Аллаху, совершать дуа в соответствии с шариатом, верить в Аллаха и быть уверенным в ответе, следить за тем, чтобы во время дуа «присутствовало» сердце, быть решительным и настойчивым.
Дуа делается за себя, за своих родных и близких, а также за всех верующих мусульман. Её обычно начинают с возвеличивания Аллаха и направления благословений пророку Мухаммаду (салават). Желательно делать его настойчиво, многократно повторяя. При чтении дуа мусульмане обращаются в сторону Мекки (киблы), поднимают руки на уровне плеч ладонями вверх и пониженным голосом произносят мольбы на арабском или другом, понятном обращающемуся языке. Рекомендуется молить Аллаха, находясь в состоянии ритуальной чистоты (тахарат). Дуа также может быть направлена против кого-либо.
Одной из форм обращения к Аллаху является дуа посредством пророков, праведников (авлия), хороших поступков, прекрасных имён Аллаха, которая называется тавассулем. Форма таввасуля примерно следующая: «О Аллах! я обращаюсь к Тебе посредством наших хороших поступков» или же «…посредством Твоих прекрасных имён».

## Различия между дуа и намазом
Хотя термины «дуа» и «намаз» (ас-салят) часто переводятся на русский язык одним и тем же словом «молитва», но с точки зрения религиозных канонов между ними существуют принципиальные различия:
1. Намаз читается только на классическом арабском языке (аль-фусха), а дуа можно произносить на любом языке мира. Однако классические дуа читаются на арабском и довольно длинны. Обычно эти дуа приурочены к особым дням и поводам, траурным и праздничным датам.
2. Все действия и слова в намазе строго регламентируются Сунной, и любое отступление или самовольное добавление каких-либо слов и действий делает намаз недействительным[8]. Дуа же произносится в более произвольной форме.
3. Для совершения намаза необходимо обязательно выполнить ритуальное омовение (вуду, тахарат), иначе намаз будет недействительным; кроме того, человек не должен находиться в состоянии джанаба, то есть он должен совершить полное омовение (гусль) после полового акта с пенетрацией, а уже только потом читать намаз[9]. Женщине также запрещено совершать намаз во время менструации, после её окончания она также должна выполнить гусль, и лишь после этого она может приступать к совершению предписанных намазов[10]. Но на дуа эти правила, связанные с чистотой, не распространяются, и человек, не имеющий большого и малого омовения, вправе читать их. Единственный запрет связан с прикосновением к тексту с именами Аллаха, пророка Мухаммада и Ахл аль-Бейт.
4. Существует 5 обязательных намазов — утренний (фаджр), полуденный (зухр), послеполуденный (аср), вечерний (магриб) и ночной (иша)[11]. Однако нет дуа, которые обязательны в такой же мере; чтение любых дуа является желательным (мустахабб), хотя некоторые дуа очень и очень рекомендуемы к прочтению, и без этого ритуальная практика верующего не может считаться полноценной.

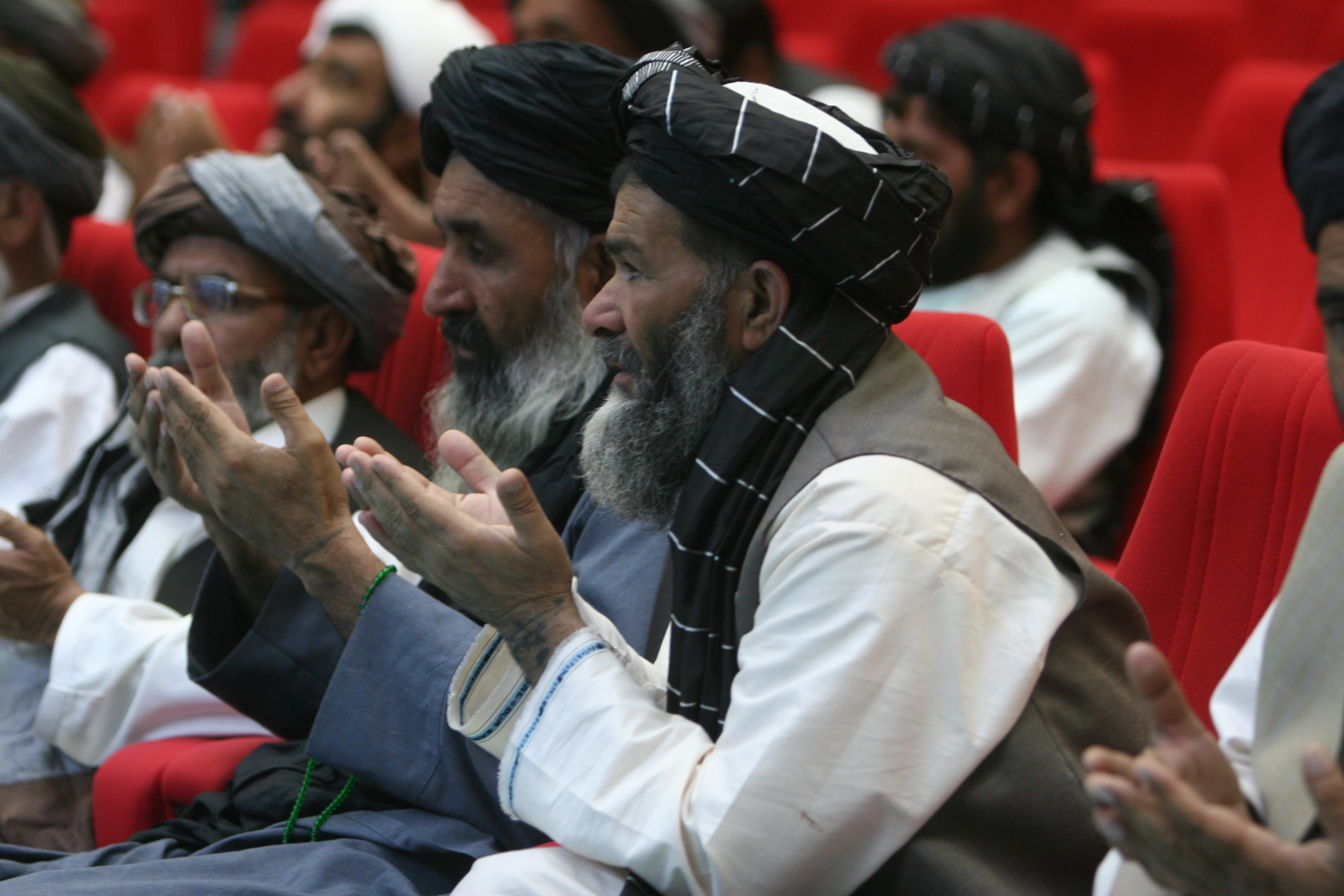
Афганцы молятся во время конференции «Голоса религиозной терпимости» (Амман, Иордания, 21 апреля 2011 года)

## Виды дуа
1. Дуа, читаемые после намаза — обычно верующий при этом воздевает руки к небу.
2. Дуа, произносимое в кунуте — составной части намаза, входящей в состав второго ракаата обязательных молитв.
3. Дуа, читаемое в 3 или 11 ракаате ночного намаза (салят аль-лейль) — витр[12][13].
4. Дуа для каждого из дней недели.
5. Короткие дуа для каждого дня месяца Рамадан.
6. Дуа, читаемые в Лейлат аль-кадр (Ночь могущества).
7. Дуа, приуроченные к траурным датам (зиярат Ашура).
8. Дуа, читаемые во время праздников.
9. Дуа, возносимые по особым случаям (мольба о выздоровлении, об удачном браке, о рождении потомства, о ниспослании дождя).
10. Дуа от сглаза и колдовства.